# Vuro
Vuro (viruski: võrokõsõq, estonski: võrukesed, finski: võrolaiset) je narod u istoimenom okrugu (Vana Võromaa) na jugoistoku Estonije. Prema popisu iz 2011. godine u Estoniji ih je bilo oko 75 000. Govore vurskim.
Smatraju se autohtonim narodom u Estoniji i traže priznanje svojega jezika.